# Antoine Sartorio
Pour les articles homonymes, voir Sartorio.
 (septembre 2022).
 (septembre 2022).
Antoine Séraphin Sartorio est un sculpteur français né à Menton le 27 janvier 1885 et mort à Jouques dans les Bouches-du-Rhône le 18 février 1988 .

## Biographie
Ce Méditerranéen au physique vigoureux, élève à l'école des Beaux-Arts de Paris des maîtres sculpteurs, Jean-Antoine Injalbert et Emmanuel Hannaux participe à des expositions collectives au Salon des artistes français de Paris depuis 1891. Mais il n'a entamé une longue carrière professionnelle indépendante qu'avec l'élaboration de monuments aux Morts que les communes de la France entière ainsi que les cimetières et grands lieux de commémorations nationaux demandent durant l'entre-deux-guerres.
Outre la sculpture monumentale sur socle, il a laissé des groupes de bustes, des bas-reliefs et des frises sur des imposants bâtiments ou des ouvrages d'art de l'État, il a aussi abordé des sujets religieux et réalisé de nombreux bronzes. Son originalité est d'avoir initié l'œuvre monumentale dans les Vosges bien avant la fin du conflit mondial, qu'il avait commencé comme simple soldat. Il a réalisé, consécration de sa renommée de sculpteur de la Grande Guerre, le cénotaphe présenté à la veillée funèbre du 13 juillet 1919 sous l'Arc de triomphe à Paris.

### Temps de guerre

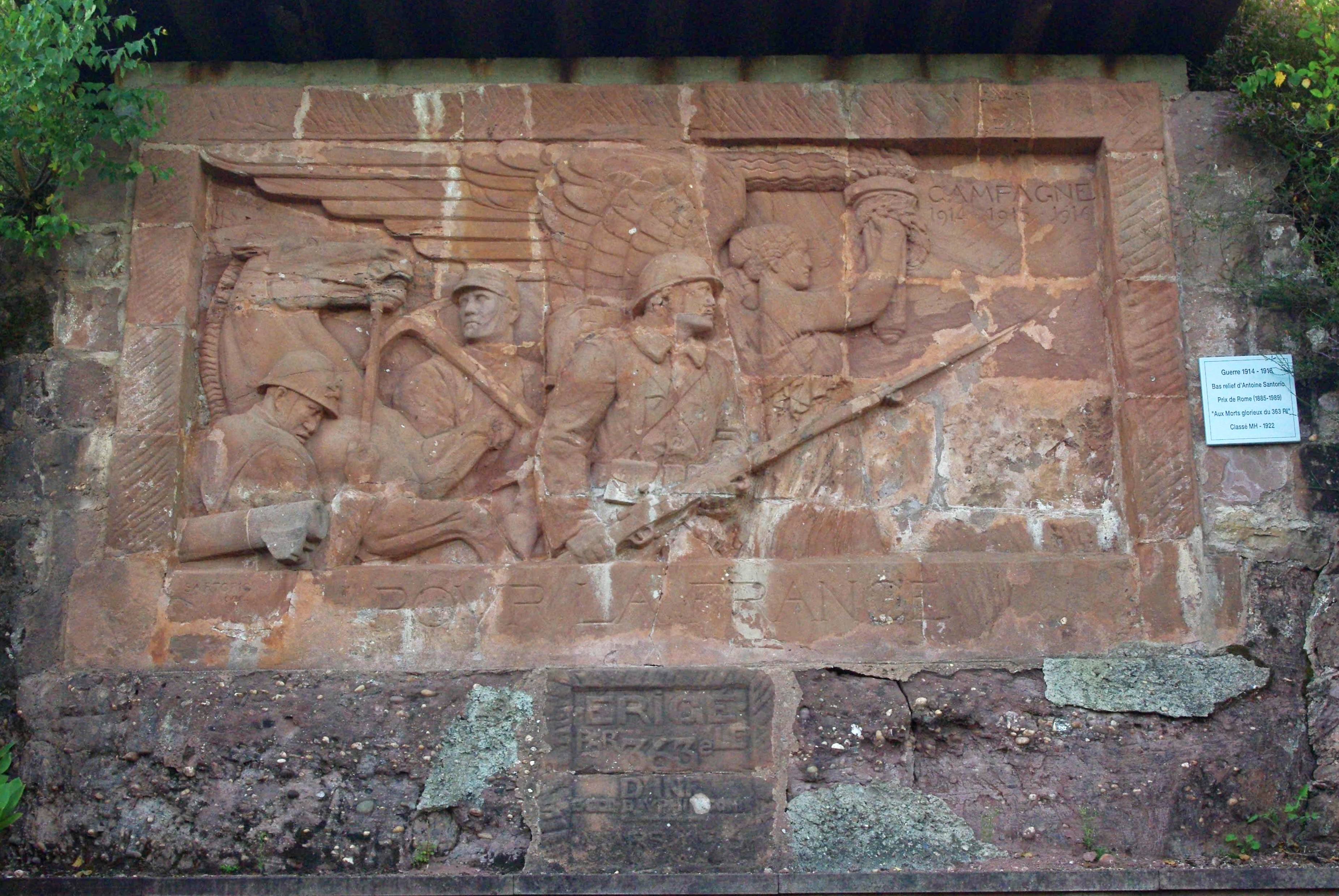
Aux morts glorieux du 363e RI, bas relief dans le grès vosgien à Pierre-Percée.

Antoine Sartorio se marie à Marseille le 16 novembre 1912 avec Augusta Boëry, fille d'un capitaine au long cours, née à Maseille le 30 avril 1884. Son épouse qui a été l'élève de Valentin Pignol à l'école des Beaux-Arts de Marseille et a remporté de nombreux prix, pratique également la sculpture. Cependant elle délaisse sa carrière professionnelle qui s'annonçait brillante au profit de celle de son époux.
Antoine Sartorio, affecté à la vingtième compagnie du cinquième bat aillon du 363e régiment d'infanterie de Nice, arrive dans les Vosges dans la nuit du 18 au 19 septembre 1914. Le voici dès le 25 au front dans le terrible secteur de La Fontenelle, puis il participe au repli de son unité vers la scierie Coichot à Moyenmoutier atteint le 30 septembre.
Avant la fin de l'année, le front est stabilisé et le soldat Sartorio est en première ligne dans les tranchées de la côte 675, simple promontoire dans une sapinière. Face aux dangers et dans cette nature idyllique qu'il a vu dévastée par la guerre, l'artiste songe à une première réalisation monumentale un visage délicat de femme tenant une torche élevée au-dessus de sa tête qu'il nomme Pour L'Idée. Hanté par les figures féminines, il réalise au-dessus de Senones à la Roche-Mère-Henry La fille de la Mère Henry, aujourd'hui disparue. Enfin, il grave des bas-reliefs monumentaux ou figures diaphanes, Aux Morts glorieux, pour la patrie et l'Humanité en novembre 1915 également à la Roche Mère Henry forêt communale de Senones et Pour la France à Pierre-Percée.

### Carrière de sculpteur monumental
Le 14 juillet 1916, l'artiste quitte les cantonnements vosgiens pour intégrer la section de camouflage de Châlons-sur-Marne. L'Armistice en novembre 1918 et le traité de Versailles en mai 1919 lui ouvrent les portes d'une carrière civile : il offre ses services de sculpteur et de concepteur de monuments de commémorations à l'attention de l'État et des communes. Parmi ceux-ci, L'arc des lauriers venus d'Orient. Sartorio connaît alors avec les lauriers de la Victoire une grande renommée d'artiste sculpteur.
En 1919, c'est lui qui sculpte la façade de l'immeuble du 1 rue Huysmans à Paris, dont Raoul Brandon est l'architecte.
En 1920, l'artiste reçoit une bourse de voyage qui lui permet de vivre doucement et s'extirper momentanément des nombreux et exigeants chantiers de monuments commémoratifs qui le sollicitent dans les communes. Il est à nouveau remarqué à l'exposition des Arts Décoratifs de Paris en 1925, à l'exposition coloniale de Vincennes en 1931 ainsi qu'à l'exposition universelle de Paris en 1937.
En 1927/28, sous la responsabilité des architectes Charles Dalmas et son fils Marcel, maîtres d'œuvre du palais de la Méditerranée à Nice, Antoine décore la façade de chevaux-marins et de figures féminines.
En 1935, il laisse frise et bas-relief sur le pont de Mirabeau.
Plusieurs commandes de la ville de Marseille l'ont amené à décorer de grandes surfaces : la façade de l'opéra, le front et les colonnes de l'annexe du palais de justice, les murs extérieurs de la prison des Baumettes, un bas-relief d'Athéna dans la cour d'honneur du lycée Périer…
En 1962, il participe au vaste chantier de restauration de la cathédrale de Reims, s'occupant de la frise du baptême de Clovis.

## Honneur et récompenses
Antoine Sartorio est nommé chevalier dans l'ordre de la Légion d'honneur en 1926. Ses pairs sculpteurs du salon des Artistes Français lui ont décerné une médaille de 3e classe et une médaille de 2e classe en 1911, puis une médaille d'argent en 1934 ainsi qu'un diplôme d'honneur en 1937.

## Œuvres d'Antoine Sartorio

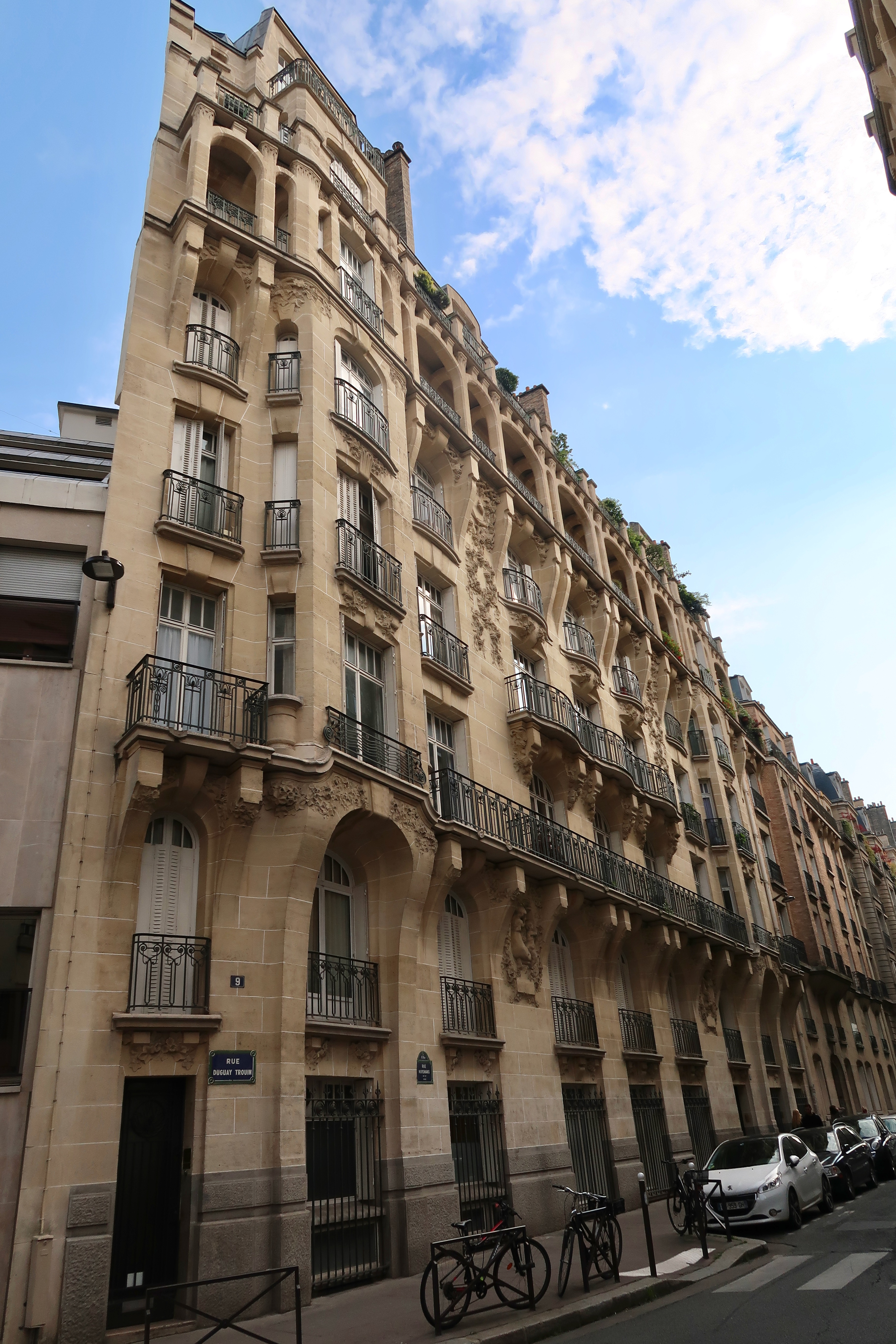
Façade du 1 rue Huysmans à Paris.
Les bas-reliefs d'Antoine Sartorio du pont Mirabeau.